# Евгений (Мерцалов)
Епи́скоп Евге́ний (в миру Евге́ний Алекса́ндрович Мерца́лов; 6 [18] марта 1857, Тульская губерния — 7 мая 1920, Петрозаводск) — архиерей Русской православной церкви, епископ Олонецкий и Петрозаводский, духовный писатель.

## Биография
Родился 6 (18) марта 1857 года в Тульской губернии в семье диакона.
Окончил Тульскую духовную семинарию и 30 октября 1876 года был назначен надзирателем в Ефремовское духовное училище.
1 октября 1883 года хиротонисан во пресвитера.
Овдовев, в 1889 году поступил в Московскую духовную академию, которую окончил в 1895 году со степенью кандидата богословия (1892/3 и 1893/4 учебные годы провёл, по болезни, вне стен Академии).
В 1895 году назначен преподавателем Олонецкой духовной семинарии. В 1901 году пострижен в монашество и назначен инспектором Олонецкой семинарии. В 1902 году возведён в достоинство архимандрита и назначен ректором Олонецкой духовной семинарии.
Летом 1899 года совершил паломничество в Святую землю, под впечатлением которого впоследствии написал ряд очерков.
В 1903 году назначен ректором Тверской духовной семинарии.
16 декабря 1907 года состоялась его архиерейская хиротония во епископа Муромского, викария Владимирской епархии. Проживал в муромском Спасском монастыре, управляя им на правах настоятеля.
14 июня 1912 года назначен епископом Юрьевским, викарием Владимирской епархии.
С октября 1918 года являлся заместителем председателя Миссионерского совета Владимирской епархии.
17 ноября 1919 года назначен епископом Олонецким и Петрозаводским.
Скоропостижно скончался 7 мая 1920 года. Был погребён за алтарём Свято-Духовского кафедрального собора (собор взорван в 1936 году).

## Сочинения
- Евгений Мерцалов, священник. Святой Григорий Нисский как панегирист. — 1895 г. // РГБ (Архив МДА). Т.2. — ф.172, кар. 304.
- Евгений (Мерцалов), архимандрит. Речь при наречении во епископа Муромского.//Прибавления в Церковным Ведомостям. — 1908. — № 1. — С. 35-36
- Евгений (Мерцалов), епископ. Гефсиманская весь и Вифания. — Муром. — 1909.
- Евгений (Мерцалов), епископ. Горняя. — Муром. — 1909.
- Евгений (Мерцалов), епископ. Иордан и Мёртвое море. — Муром. — 1909.
- Евгений (Мерцалов), епископ. Вифлеем. — Муром — 1910.
- Евгений (Мерцалов), епископ. Как совершалась канонизация святых в первое время существования русской церкви. — Муром. — 1910.
- Евгений (Мерцалов), епископ. О церковном прославлении и почитании св. праведной Иулиании Лазаревской. — Муром. — 1910.
- Евгений (Мерцалов), епископ. Житие и служба св. праведной Иулиании Лазаревской. — СПб. — 1910.